# История Ярославской области

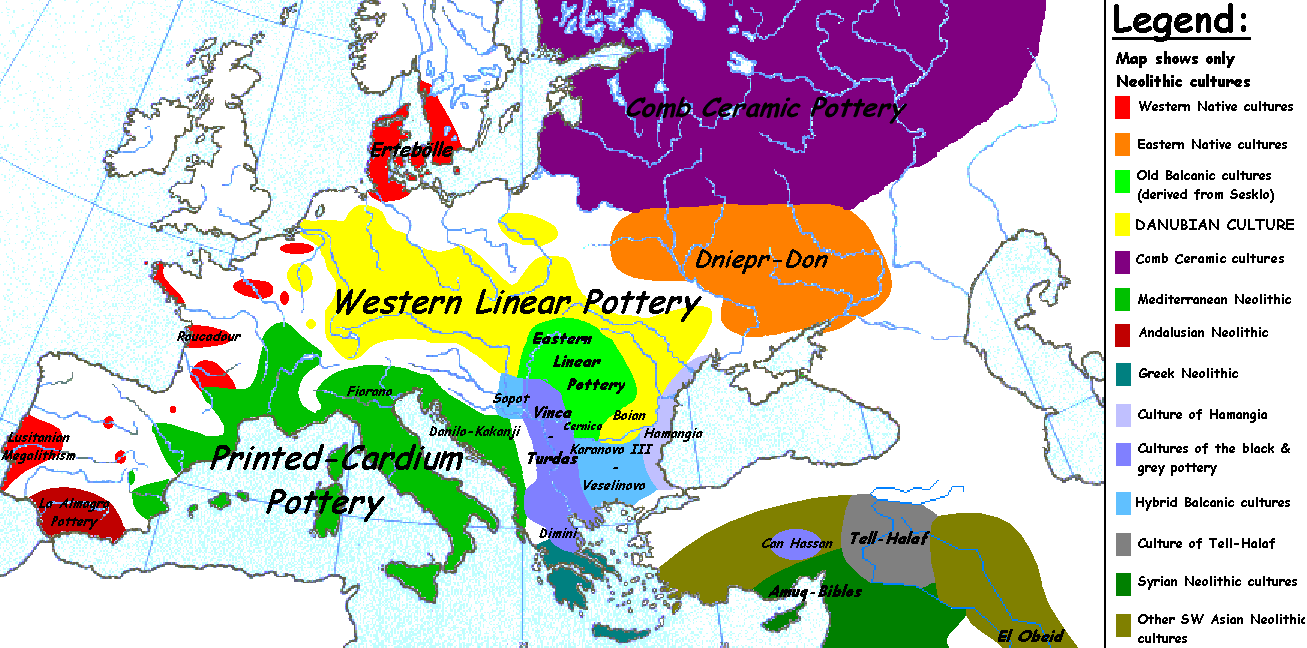
Ярославщина в эпоху неолита входила в сферу влияния культуры ямочно-гребенчатой керамики (фиолетовый цвет)

Ярославский край был заселён уже в конце позднего палеолита (около 20—13 тыс. лет до н. э.) после отступления последнего ледника, когда его территория была покрыта приледнековой тундрой, на которой паслись стада мамонтов.
Кроме стоянки Золоторучье-I около Углича, к верхнепалеолитическим относятся стоянки Алтыново-I и Алтыново-II, Золоторучье-III, Богоявление, Федюково-I.
В мезолите (12—5 тыс. лет до н. э.) на территории края покрылась лесами, в которых обитали первобытные охотники бутовской и иеневской культуры, овладевшие технологиями лука и стрел. В дальнейшем эти племена эволюционировали в верхневолжскую неолитическую культуру. У представителя верхневолжской культуры DM5 со стоянки Ивановское-VII в Переславском районе, жившего около 6500 л. н., определили Y-хромосомную гаплогруппу R1b1a1 и митохондриальную гаплогруппу U5a2+16294.
В неолите (5—3 тыс. лет до н. э.) местных кроманьонцев потеснили лаппоидные охотниче-рыболовецкие племена так называемой культуры ямочно-гребенчатой керамики. В Ярославском крае обнаружены сотни стоянок этой эпохи.
У мужчины (волосовца или льяловца) 55-60 лет из могильника Берендеево (образец BER001, 4447-4259 лет до н. э.) определена Y-хромосомная гаплогруппа Q1-L56>Q1-L53>Q1-L54 и митохондриальная гаплогруппа K1.
В начале 2-го тысячелетия до н. э. (бронзовый век) из Среднего Приднепровья сюда вторглись скотоводческие племена индоевропейцев-фатьяновцев (по деревне Фатьяново вблизи села Толбухино). Самый большой из найденных фатьяновских могильников на территории Ярославской области — Волосово-Даниловский на реке Левашевке близ деревни Волосово (станция Догадцево), где археолог Д. А. Крайнов в 1962—1970 годах раскопал около 170 погребений. У фатьяновских образцов HAL001 из могильника Халдеево 1 (2832—2473 лет до н. э.), NAU001 из могильника Наумовское 1 (2836—2573 лет до н. э.) и NAU002 из могильника Наумовское 2 на реке Курбице (2836—2469 лет до н. э.) определена Y-хромосомная гаплогруппа R1a1-Z93, характерная для современных популяции Центральной и Южной Азии. У образцов VOR003 из могильника Воронково 5 на реке Вондели (2573—2466 лет до н. э.) и NIK002 из могильника Никульцыно 15 (2865—2500 лет до н. э.) определили Y-хромосомную гаплогруппу R1a-Z645. У образцов VOR005 из могильника Воронково 7 (2840—2343 лет до н. э.) и NIK003 из могильника Никульцыно 16 (2522—2298 лет до н. э.) определили Y-хромосомную гаплогруппу R1a-M417. У образца NIK008A из могильника Никульцыно 7 (2834—2472 лет до н. э.) определили Y-хромосомную гаплогруппу R1a-Z645 (xZ283). У трёх образцов из погребений Волосовско-Даниловского могильника № 22, 24, 57 определили Y-хромосомную гаплогруппу R1a1a1-M417>R1a1a1b-S224. У ярославских образцов и у индивидов из Ойлау (культура шнуровой керамики, Германия) значения аллелей по 10 локусам совпадают, а по 4 локусам различаются на единицу. Фатьяновцев сменяют ираноязычные народы абашевской культуры (Кухмарский курганный могильник).
IV—VI веками датируется городище Березняки в устье реки Сонохта, где известны погребальные сооружения — «дома мёртвых».
С середины I тысячелетия до н. э. до середины I тысячелетия н. э. край заселяли так называемые дьяковские племена, умевшие обрабатывать железо, занимавшиеся скотоводством и подсечным земледелием, а также рыбной ловлей и охотой, во второй половине I тысячелетия н. э. территория края заселяется народом меря. Раскопано несколько мерянских городищ (укреплённое поселение) и селищ (неукреплённое), это были центры ремесла и торговли: Сарское городище на реке Саре, впадающей в озеро Неро, городище у Грехова ручья, впадающего в Волгу в 7 км от Углича, Попадьинское городище (около дома отдыха «Красный холм») (в 20 км от Ярославля), Клещин на Плещеевом озере и другие.
В IX—X веке Верхнее Поволжье начинает мирно заселяться славянами, это были представители ильменских словен и кривичей.

## Древнерусский период

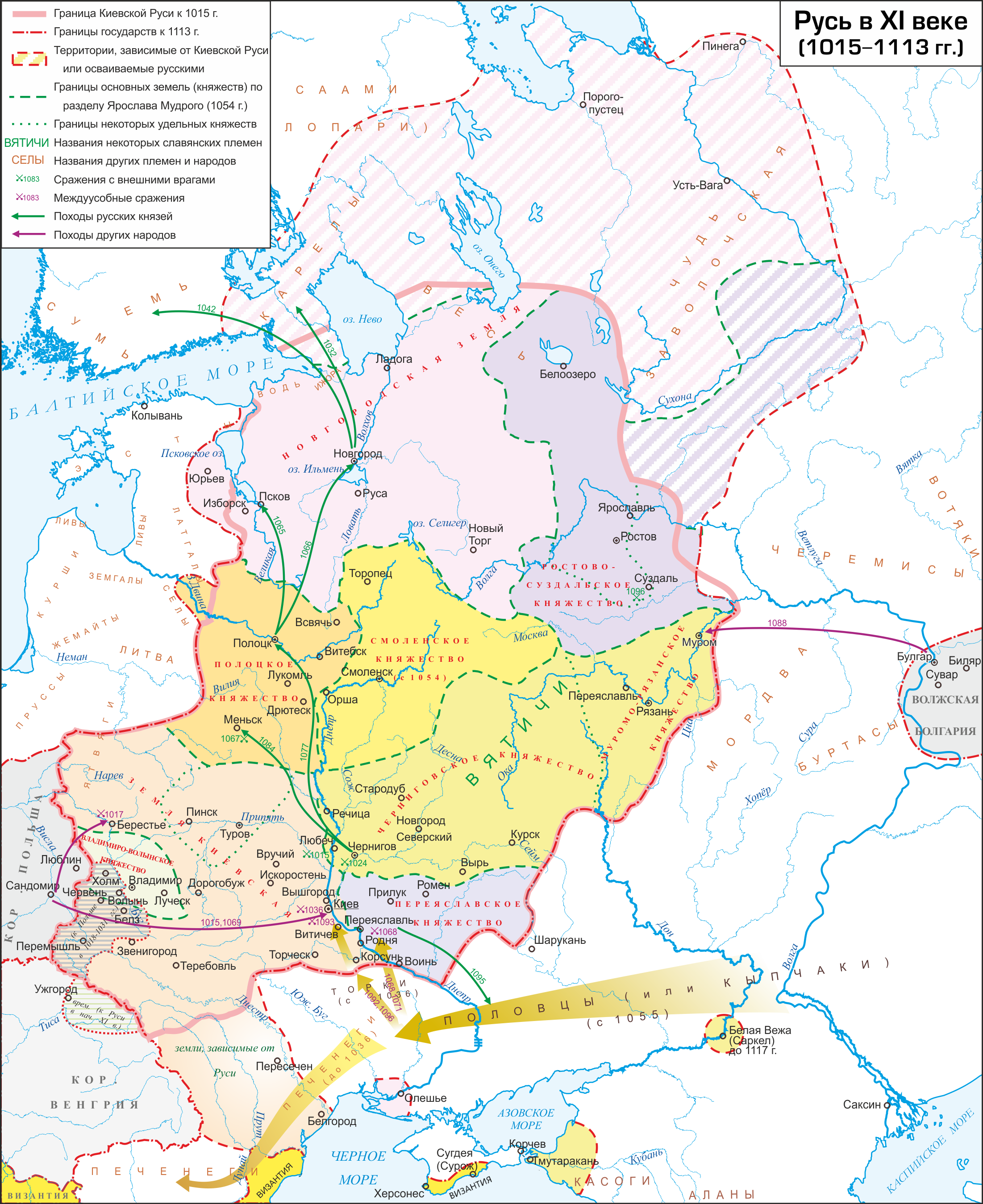
Ростово-Суздальское княжество (сиреневый цвет) — древнейшее государственное объединение на территории Ярославщины в XI веке

Ярославщина относится к ядру русских земель. Первым русским городом на её территории был Ростов, который упоминается в летописи уже в 862 году (Алексей Шахматов считал, что и сама легенда о призвании варягов, и само упоминание Ростова под 862 годом было внесено в летопись в более поздней редакции в начале XII века). Археологические работы в Ростове показали, что его основателями были славяне; с середины X века культура и быт города носят явно славянский облик. Когда в 882 году столица русских земель сместилась в Киев, Ростов превратился в административный центр Северо-Восточной Руси (Ростовское княжество).
В 10—12 км от центра современного Ярославля в IX—X веке существовали Тимерёвское, Петровское (вверх по Которосли) и Михайловское (X—XI века) (за Волгой) протогородские поселения, жители которых занимались ремёслами и торговлей. В 1908 году И. С. Абрамов раскопал девять курганов в 5 км к востоку от Большого Тимерёва в могильнике у деревни Петровское. Материалы Петровского могильника оказались аналогичны материалам Тимерёвского могильника, но погребальный инвентарь был заметно беднее. По заключению М. В. Фехнер, Петровское курганное кладбище возникло на рубеже IX — X веков. На Тимерёвском могильнике наибольшая концентрация памятников IX—XI веков выявлена на площади 4,25 га, площадь поселения IX—XI вв. была близка к 6 га.
В Ярославском Поволжье карманные весы для взвешивания монет и их обломков, как и в других регионах Руси, бытовали во второй половине X века — в тот период, когда в русском денежном обращении восточные монеты стали приниматься на вес.
Среди известных ростовских князей были Борис (один из первых русских святых) и Ярослав Мудрый, построивший в 1010 году город Ярославль. Из Ростова, согласно былинам, происходил былинный богатырь Алеша Попович. В 991 году (всего через три года после Крещения Руси) Ростов стал центром епархии, что подтверждало высокий статус города. Однако на Ярославщине христианство приживалось с трудом. В 1071 году здесь вспыхнуло Антихристианское восстание, во время которого был убит Леонтий Ростовский.

### Удельное время
Со второй половины XI века на Руси усиливаются центробежные тенденции. С 1054 года по завещанию Ярослава Мудрого Ростов, наряду с другими городами Северо-Восточной Руси, стал владением его сына, переяславского князя Всеволода Ярославича, куда тот посылал наместников. В XII веке Ростовской землей правил Юрий Владимирович Долгорукий. В 1125 году он перенёс столицу княжества в Суздаль (ныне Владимирская область) — с тех пор политическая роль Ростова постоянно уменьшалась. В окрестностях Плещеева озера найден ромбовидный наконечник тиа 41, вариант 2 по типологии Медведева на пере которого с обеих сторон серебряной проволокой нанесены знаки Рюриковичей, которые можно атрибутировать как принадлежащие князю Юрию Долгорукому. Один из них сохранился лучше и представляет собой двузубый знак на прямой вертикальной ножке с зубцами, заканчивающимися завитками, развернутыми наружу. К одному из зубцов с внутренней стороны примыкает отрог-завиток.
26 января 1135 года у Жданой горы произошло сражение между новгородцами и суздальцами, выигранное суздальцами.
Во время правления Юрия впервые упоминается в 1148 году Углич (по местной летописи известен с 937 года), в 1152 году им строится Переяславль (Залесский) на Плещеевом озере близ древнего Клещина, во второй половине XIII века был основан город Романов.
В 1155 году сын Юрия Долгорукого Андрей Боголюбский перенёс резиденцию во Владимир, с этого времени Ярославщиной управляли владимирские князья. Однако в начале XIII века на удельные княжества распалась и Владимирское княжество. На территории Ярославщины располагаются центры четырёх княжеств.
- Переславское княжество в 1175 году учреждает Всеволод Большое Гнездо. Его преемником становится сын Ярослав — отец Александра Невского, дед первого удельного московского князя Дмитрия и прадед Ивана Калиты, от которого отсчитывают свой счет московские цари.
- Ростовское княжество в 1207 году создает его сын Константин Всеволодович, однако после кровопролитной липицкой битвы ему удается стать владимирским князем (Ростов он уступил своему сыну Василько).
- Угличское княжество в 1216 году достается сыну Константина Владимиру
- Ярославское княжество достается другому сыну Константину Всеволоду.

### Татаро-монгольское иго
В феврале 1238 года Северо-Восточная Русь была разорена во время татаро-монгольское нашествия. Переславль оборонялся 5 дней, почти все его жители погибли, Ростов и Углич сдались без боя, но тоже были разрушены, хотя и в меньшей степени, об обороне Ярославля ничего не известно, но он тоже был разрушен. На территории Рубленого города в Ярославле обнаружено мрачное свидетельство монгольского разорения — подклет, набитый доверху человеческими костями со следами насильственной смерти. Всего с 2005 года по 2008 год выявлено девять таких массовых захоронений. Аналогичное массовое захоронение людей было обнаружено в 2016 году внутри валов Переславля-Залесского в подполе сгоревшего дома. У индивида № 2 из массового захоронения № 76, обнаруженного при раскопках Рубленого города, секвенировали полный геном с покрытием 0,981293 и митохондриальный геном 62,92516. С помощью пакета программ mtPhyl v2.8 c учётом всех модификаций номенклатуры
гаплогрупп, представленной в 17-й версии PhyloTree (18 Feb. 2016) индивида № 2 определили митохондриальную гаплогруппу I1a1a.
4 марта 1238 года отряд темника Бурундая столкнулся с русским войском на реке Сить; русские войска были разбиты наголову. Так началась зависимость Северо-Восточной Руси от Золотой Орды. Во второй половине XIII и в начале XIV века города Северо-Восточной Руси не раз подвергались разорению от ордынцев. 1257 году произошла Битва на Туговой горе. «Призыванием» монголо-татар сопровождались и междоусобицы русских князей. Ярославская рать под командованием князя Василия участвовала в Куликовской битве, вдохновителем которой был местный святой Сергий Радонежский. В 1280 году в Переяславле прошёл собор с участием северо-русских епископов (новгородского архиепископа Климента, ростовского епископа Игнатия и владимирского епископа Феодора), митрополита Кирилла III, умершего там, и великого князя Дмитрия Александровича Переяславского.

### Подчинение Москве
В 1302 году Переславское княжество присоединяется к Москве. В 1463 году территория Ярославской области мирно вошла в состав Великого княжества Московского. Бывшие княжества, преобразовываясь в уезды, после этого управлялись московскими наместниками или воеводами, иногда выдавались в кормление пришлым князьям. В 1538 году был основан город Любим. После создания Архангельска, Ярославль стал важным перевалочным пунктом на пути из Москвы к северному порту.
Территория Ярославской области сильно пострадала во время Смутного времени, население было разорено, многие погибли или бежали; особенно тяжёлый урон был нанесён Ростову и Ярославлю. Дважды в апреле 1609 и в декабре 1615 года по области смерчем проносились отряды пана Лисовского. С апреля по июль 1612 года в Ярославле стояло Второе ополчение, откуда оно двинулось на юг, освобождать Москву от поляков. В Ярославле окончательно определился и состав правительства — «Совета всея земли». В марте 1614 года казаки атамана Баловня разоряли Пошехонский уезд. В ноябре того же года из Ярославля на подавление мятежа выступила рать воеводы Валуева. В сентябре 1618 года гетман Сагайдачный со своим огромным казачьим войском прошелся по Ярославщине, действуя по приказу польского королевича Владислава.
В 1692 году под начало ярославского воеводы переходят Ростов и Переславль. Накануне петровских преобразований в Ростове создается Славяно-греко-латинская школа в Ростове и почтовое сообщение с Москвой и Архангельском.

## Имперский период
В 1708—1710 годах Российское государство было разделено на 8 губерний: Ярославль, Углич, Романов вошли в Санкт-Петербургскую губернию, а Переславль, Ростов и Любим — в Московскую. В 1719 году появилось деление на 45 (позднее 50) провинций — на территории современной Ярославской области находились Ярославская и Угличская провинции Санкт-Петербургской губернии и Переславская и Костромская провинции Московской губернии. Провинции делились на 5 дистриктов. В 1727 году дистрикты были переименованы в уезды, тогда же Ярославская и Угличская провинции перешли в Московскую губернию. В 1777 году в результате губернской реформы на основе большей части Ярославской, Угличской, меньшей части Костромской провинции было образовано Ярославское наместничество (Ярославская губерния), которое разделялось на 12 уездов. Центрами пяти уездов стали старые города: Ярославль, Ростов, Углич, Романов, Любим. Так как центром уезда обязательно должен был быть город, соответствующий статус был присвоен следующим населённым пунктам: посад Молога — город Молога, Рыбная слобода — город Рыбной (позднее Рыбинск), Борисоглебская слобода — город Борисоглебск, село Пертома — город Пошехонье, село Мышкино — город Мышкин, село Даниловское — город Данилов, село Петровское — город Петровск. Все города получили новые гербы и первые регулярные планы застройки. В 1786 году кафедра Ростовской епархии (с тех пор это Ярославская и Ростовская епархия) была перенесена из Ростова в Ярославль. В 1796 году упразднены наместничества, основной административной-территориальной единицей стали губернии; в Ярославской губернии были изменено число уездов до 10.

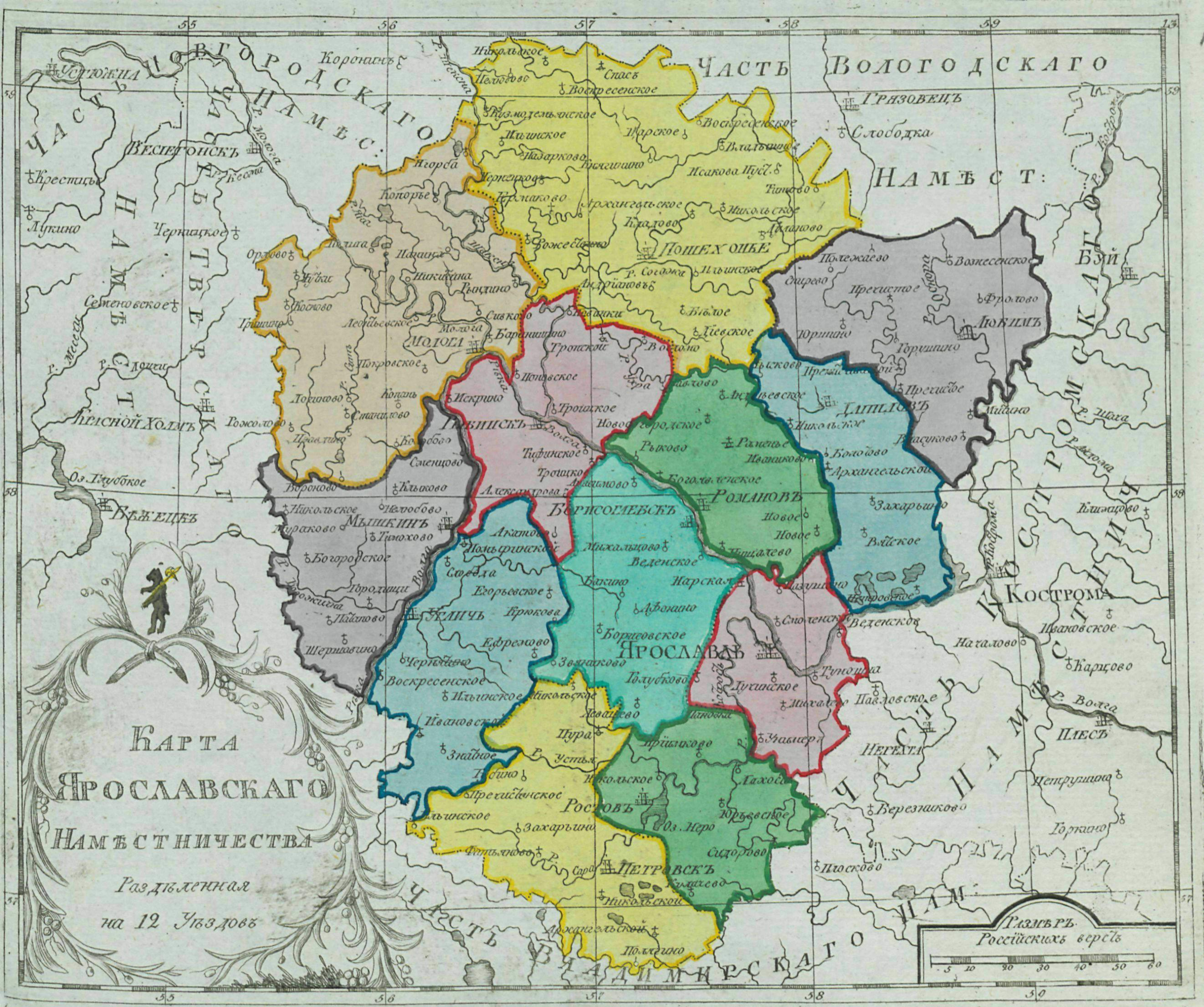
Карта Ярославского наместничества. 1792 год.

Вестернизация привела к появлению театров (Российский академический театр драмы им. Ф. Волкова), музеев (Музей при Ярославском естественно-историческом обществе) и учебных заведений как светской (Ярославский государственный педагогический университет имени К. Д. Ушинского, Демидовский юридический лицей), так и духовной направленности (Угличское духовное училище). На основе синтеза западных и местных традиций создаются народные промыслы (финифть). Вместе с тем меры правительства приводили к сопротивлению, которое приобретало религиозные формы (Бегуны).
В XIX—XX веке в Ярославском крае происходит первичная индустриализация. В 1850 году создается Ярославская табачная фабрика. В 1879 году при участии Менделеева создается Ярославский нефтеперерабатывающий завод. В 1870 году железная дорога соединяет Ярославль с Москвой, а в 1872 году — с Вологдой, построенной по инициативе Скульских, которым до революции принадлежала южная часть села Пречистое и также земли в Вологодской и Костромской губерниях; в Вологодской губернии жили их ближайшие родственники. Появилась местная периодическая печать (газета Северный край и журнал Дубинушка). В 1916 году русский промышленник В. А. Лебедев в рамках правительственной программы создания в России автомобильной промышленности основывает Ярославский моторный завод. Развивается промышленность и в Рыбинске (Русское Рено, Рыбинский завод полиграфических машин). Появился общественный транспорт (Ростовская конка).

## Советский период

### Перед Войной
6—21 июля 1918 года — Ярославское антисоветское восстание, 8 июля 1918 года — Рыбинское восстание: белогвардейские восстания, организованные «Союзом защиты Родины и Свободы».
Во время Гражданской войны активных боевых действий на территории края не велось за исключением Ярославского и Рыбинского восстаний, нанёсших тяжёлый урон этим городам. Во время Гражданской войны и в последующие годы формировались новые органы власти, неоднократно менялось административно-территориальное деление края. Так, в 1921—1923 годах существовала Рыбинская губерния, в 1929 году была упразднена Ярославская губерния, в 1929—1930 годах на её месте существовали Ярославский и Рыбинский округа Ивановской промышленной области, в 1930 году их территории отошли под прямое управление администрации промышленной области.
11 марта 1936 года Ивановская промышленная область была разделена и образована Ярославская область из 36 районов и 15 городов, в том числе 3 городов областного подчинения — Ярославль, Рыбинск и Кострома. В состав области вошла территория бывших Ярославской губернии (без восточной части Ростовского уезда), значительная часть Костромской губернии и Переславский уезд Владимирской губернии. Территория составила 62 тысячи км², а население — 2,1 млн человек. В 1944 году из Ярославской была выделена Костромская область. У Ярославской области осталась территория в 36,4 тысяч км², которая с тех пор практически не изменялась.
В первые годы советской власти на Ярославщине усиленно проводится индустриализация. Модернизируются старые заводы и создаются новые. Развивается химическая промышленность (Ярославский резино-асбестовый комбинат, СК-1). В целях удовлетворения возрастающих потребностей в электричестве в 1935 году начинается строительство Рыбинской ГЭС, которая привела к появлению на Волге обширного Рыбинского водохранилища и затоплению города Мологи. Строительство велось силами заключённых Волголага. В 1930-е годы были проведены коллективизация сельского хозяйства и «раскулачивание». К весне 1941 года было образовано около 3500 колхозов. Накануне Великой Отечественной войны Ярославская область была одной из наиболее промышленно развитых в Центральной России. На конец 1936 года имелось 587 крупных промышленных предприятий, на которых работало более 200 тысяч человек. Большая часть промышленности была сконцентрирована в трёх крупнейших городах: Ярославль — 53 %, Рыбинск — 17 %, Кострома — 11 % объёма производства. В 1940—1941 годы были построены важнейшие для области дороги Ярославль — Рыбинск и Ярославль — Кострома. Темпы роста промышленного производства были существенно выше, чем в соседних регионах и превышали средние темпы роста по стране.
Наряду с индустриализацией происходила и культурная революция, увеличилось количество школ и выпуск газет. В целях совершенствования идеологической обработки масс создаются учреждения культуры: Ярославский театр кукол и Ярославская областная филармония. Вместе с тем, закрываются православные храмы, их помещения стали использоваться под хозяйственные нужды, сворачиваются реставрационные работы.
С 1924 года единственным вузом области был педагогический институт. В 1931 году в Ярославле были открыты вечерний металловтуз и отделение Ленинградского института инженеров железнодорожного транспорта. В 1930-х годах работала Высшая коммунистическая сельскохозяйственная школа. В 1932 году был открыт Рыбинский авиационный институт им. С. Орджоникидзе, эвакуированный в Уфу в годы войны. В 1943 году в областном центре был открыт медицинский институт, в 1944 году — технологический институт резиновой промышленности и сельскохозяйственный институт, вечерний Институт марксизма-ленинизма.
С 1918 по 1975 год на территории области было осуждено по политическим мотивам 18 155 человек, из них расстреляно — 2219 человек. Эти цифры не включают необоснованно раскулаченных, административно высланных и членов их семей. В 1937—1938 годах в области было репрессировано 544 руководящих работника областного масштаба, в том числе более 40 руководителей горкомов и райкомов партии, 166 директоров промышленных предприятий, около 40 руководителей и преподавателей учебных заведений; в эти годы было расстреляно 1660 человек, в том числе 423 рабочих, 246 крестьян и 256 служащих.

#### Список лагерей ГУЛАГа
- Волжский ИТЛ и строительство гидротехнических узлов
- Волжский ИТЛ МВД
- ИТЛ Волгостроя
- Московский лесозаготовительный ИТЛ
- Рыбинский ИТЛ

### В период Войны
Во время Великой Отечественной войны более полумиллиона жителей Ярославской области отправились на фронт, погибло свыше 200 тысяч человек (приблизительно каждый десятый житель области). Осенью 1941 года — зимой 1942 года существовала реальная угроза вторжения врага на территорию области; в ней строились два рубежа обороны общей протяжённостью 780 км, часть стратегических предприятий была эвакуирована, велась подготовка к сопротивлению. В 1941—1943 годах область подвергалась бомбардировкам, наиболее разрушительные из которых произошли в ночи на 10 и 21 июня 1943 года. Ярославская область приняла около 0,4 млн раненых и около 0,3 млн эвакуированных. Народное хозяйство быстро перестроилось на военный лад и стало важной частью оборонного производства страны. В 1942 году в Ярославле открылся военный аэродром Дядьково. За 1940—1944 годы годовой объём промышленного производства вырос на 12,2 %, область поставляла фронту около 760 видов оборонной продукции. Ярославская область, ранее ввозившая более половины потребляемого продовольствия, в 1943—1945 годах сама обеспечивала себя всеми продуктами питания.

### После Войны
В 1946 году водами Рыбинским водохранилищем была окончательно затоплена территория города Молога.
В годы IV пятилетки (1946—1950) в области реконструировалось и возводилось 15 промышленных объектов, на предприятиях проводилась конверсия военного производства, было завершено строительство Рыбинской ГЭС и наполнение Рыбинского водохранилища, построены Угличский часовой завод, Рыбинский кабельный завод, Рыбинский завод гидромеханизации, механический завод Волгостроя, Рыбинский электротехнический завод, Семибратовский завод газоочистительной аппаратуры. К концу досрочно выполненной пятилетки промышленность области превзошла уровень 1940 года на 46 %. В 1950 году в деревне прошло укрупнение колхозов — из 3890 было создано 962. Началась электрификация деревни путём строительства маломощных примитивных электростанций.
В 1957 году появилось телевидение и футбольный клуб «Шинник». В 1960-е годы в области начали производить Пошехонский сыр. На берегах Волги заиграл джаз. В 1990 году был создан Ярсоцбанк.

## Современность
Первым губернатором Ярославской области стал Анатолий Лисицын. В 1990-е появился региональный бренд Ярпиво. Усилилась мусульманская диаспора. Начали проводиться рок-фестивали (Доброфест), появились готы. Вместе с тем, обозначились и негативные явления. Жителей Ярославской области потрясло Ритуальное убийство в Ярославле, совершенное сатанистами. Население области медленно начало вымирать. На смену местным жителям стали приезжать мигранты из Армении и Кыргызстана.
В 2006 году Ярославская область лидировала по количеству интернетизированных школ. Также в области стартовал проект по присвоению регионом сказочного персонажа. В Кукобое живёт Баба-яга, в Ростове — Алеша Попович и Емеля с щукой, в Переславле — царь Берендей, в Мышкине — Мышка-норушка, в Рыбинском районе — Курочка Ряба, в Пошехонье — Водяной. Ну и здесь же, в Переславских лесах, находится самое сказочное место — Тридевятое царство.